# Alphège de Cantorbéry
Vous lisez un « bon article » labellisé en 2013.
Pour les articles homonymes, voir Ælfheah.
Alphège ou Ælfhēah en vieil anglais, également appelé Elphège ou Alfège, est un prélat anglais né vers 953-954 et mort le 19 avril 1012.
La piété d'Alphège, moine ermite à l'abbaye de Bath, lui vaut d'être promu évêque de Winchester en 984, puis archevêque de Cantorbéry en 1006. Durant ses six années d'archiépiscopat, il promeut le culte de son prédécesseur Dunstan et encourage l'éducation. En 1011, il est capturé par des maraudeurs vikings. Ayant refusé d'être échangé contre une rançon, il est lynché l'année suivante.
Alphège est canonisé en 1078. Un siècle plus tard, Thomas Becket, son lointain successeur, lui remet son âme avant d'être assassiné. Sa fête est le 19 avril.

## Biographie

### Origines
Alphège, d'abord connu sous le nom Godwine, serait né à Weston, non loin de Bath, vers 953 ou 954,. Il devient moine très jeune et entre au monastère de Deerhurst avant d'être transféré à celui de Bath, où il se fait anachorète. Remarqué pour sa piété et sa rigueur, il s'élève dans la hiérarchie et en devient l'abbé vers 977,.

### Évêque de Winchester
C'est probablement grâce à l'appui de l'archevêque de Cantorbéry Dunstan qu'Alphège est élu évêque de Winchester,. Il est sacré le 19 octobre 984 et entre en fonction le 28 octobre. Durant son épiscopat, il est à l'origine de la construction d'un grand orgue dans la cathédrale de la ville. Cet orgue s'entend à un mille à la ronde, et il faut plus de vingt-quatre hommes pour l'actionner. Alphège construit des églises et en agrandit d'autres dans la ville, et promeut le culte de ses prédécesseurs Swithun et Æthelwold.
Après une attaque viking en 994, un traité de paix est signé avec le chef norvégien Olaf Tryggvason. Celui-ci reçoit un tribut (ou danegeld), mais il se convertit au christianisme et jure de ne plus jamais être l'ennemi des Anglais. Il est possible qu'Alphège ait joué un rôle dans les négociations de paix, et il est certain qu'il a confirmé Olaf dans sa foi nouvelle.
Alphège succède à Ælfric comme archevêque de Cantorbéry en 1006 et y amène une relique : la tête de Swithun. C'est peut-être également à cette occasion que plusieurs manuscrits importants quittent Winchester pour Cantorbéry, dont le manuscrit A de la Chronique anglo-saxonne. Alphège se rend à Rome l'année suivante pour recevoir le pallium, symbole de son statut, des mains du pape Jean XVIII, mais il est victime d'un vol durant son voyage. Durant son archiépiscopat, il promeut le culte de Dunstan en commandant une deuxième Vie de Dunstan, rédigée par Adélard de Gand entre 1006 et 1011. Il introduit également de nouvelles pratiques liturgiques, et joue un rôle essentiel dans la reconnaissance de Wulfsige de Sherborne comme saint par le Witenagemot, vers 1012.
Alphège envoie Ælfric d'Eynsham diriger l'école monastique de l'abbaye de Cerne. En mai 1008, il est présent au concile durant lequel l'archevêque d'York Wulfstan prononce son Sermo Lupi ad Anglos (en) (« le Sermon du Loup aux Anglais »), fustigeant les Anglais pour leurs carences morales et les rendant responsables des calamités qui s'abattent sur leur pays.
En 1011, l'Angleterre subit une nouvelle offensive viking, dirigée par Thorkell le Grand. Les envahisseurs viennent mettre le siège devant Cantorbéry le 8 septembre. La trahison d'un certain Ælfmaer, dont Alphège avait sauvé la vie auparavant (aucune source n'apporte davantage de détails à ce sujet), permet aux assaillants d'entrer dans la ville le 29 septembre. Alphège est capturé et retenu prisonnier pendant sept mois, tandis que les Danois pillent et incendient la cathédrale après s'être saisis de sa personne.

### Mort

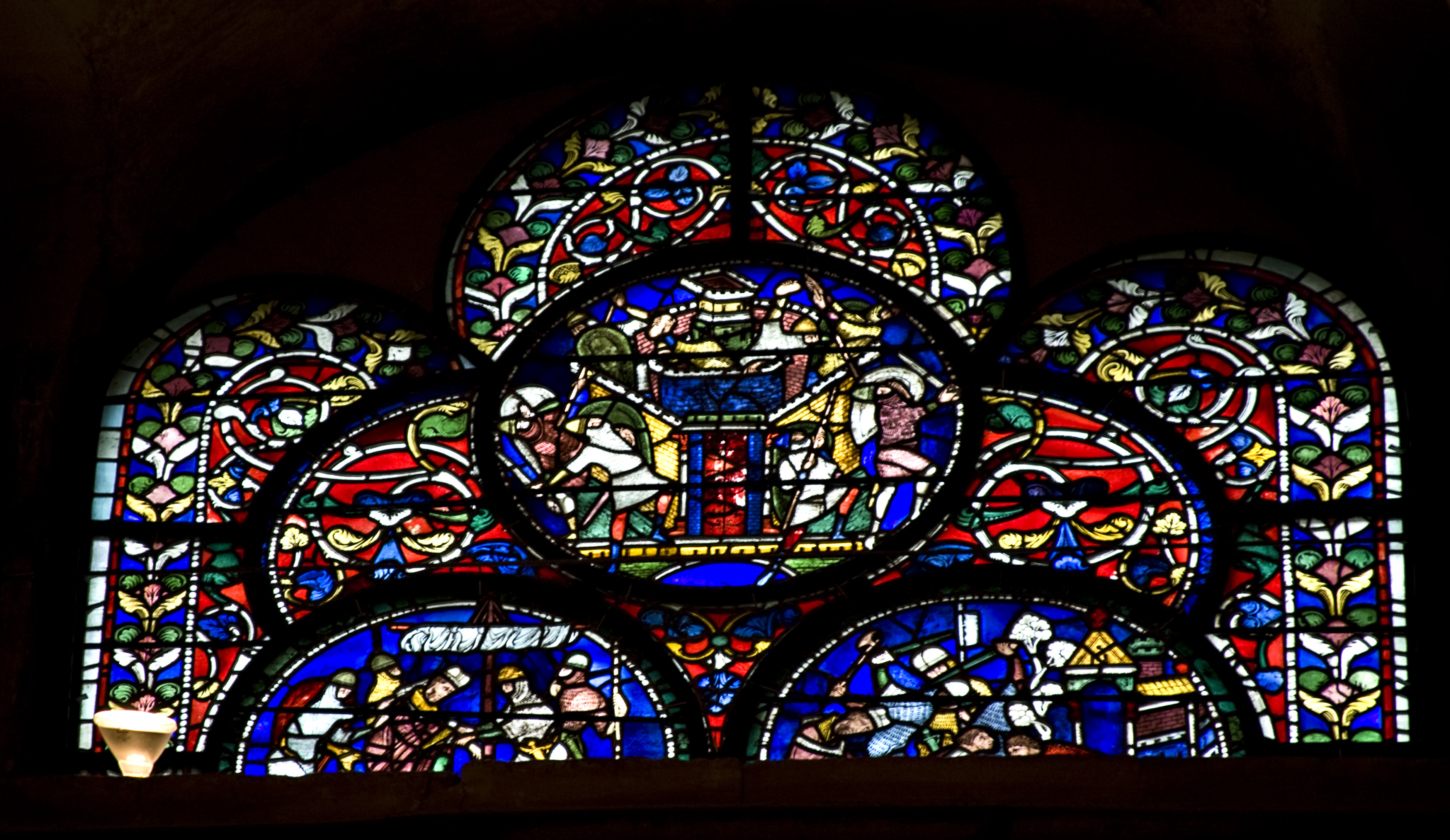
Vitraux relatant l'histoire d'Alphège dans la cathédrale de Cantorbéry.

Alphège refuse qu'une rançon de 3 000 livres soit versée pour sa libération. En conséquence, il est tué lors d'une assemblée publique le 19 avril 1012 à Greenwich, à l'emplacement de l'actuelle église Saint-Alfège selon la tradition,. La mort d'Alphège est relatée dans le manuscrit E de la Chronique anglo-saxonne : l'armée danoise, rendue furieuse par son refus d'être rançonné, se saisit de lui et le lapide à coups d'os de bœuf. Selon le récit de Jean de Worcester, le coup de grâce aurait été porté à Alphège par un converti du nom de Thrum.
Alphège est le premier archevêque de Cantorbéry à connaître une mort violente. Le récit de l'évêque Dithmar, contemporain des événements, indique que Thorkell aurait essayé de sauver Alphège de la foule en colère en leur offrant tout ce qu'il possédait, hormis son navire, en échange de la vie de l'archevêque ; cependant, la Chronique anglo-saxonne ne mentionne pas la présence de Thorkell à cette assemblée, et Guillaume de Malmesbury affirme même qu'il est l'instigateur du meurtre. Qu'il ait été présent ou non, Thorkell est révolté par la brutalité de ses compatriotes, et il passe dans le camp du roi Æthelred après la mort d'Alphège.
L'archevêque défunt est tout d'abord inhumé dans la cathédrale Saint-Paul de Londres. En 1023, le roi Knut le Grand fait transférer son corps à Cantorbéry en grande pompe. Par ce geste, il semble avoir cherché à réconcilier ses sujets danois et anglais, mais les Londoniens ne voient pas les choses de la même façon, et seule la présence de l'escorte royale empêche la procession de tourner à l'émeute.

## Culte
Alphège est canonisé en 1078 par le pape Grégoire VII, avec une fête fixée au 19 avril. Après la conquête normande de l'Angleterre, le nouvel archevêque Lanfranc remet en question le culte de certains saints vénérés à Cantorbéry, dont Alphège : selon lui, il n'est pas mort pour sa foi, mais pour une querelle liée à sa rançon. L'abbé Anselme du Bec le convainc du contraire, expliquant que « celui qui meurt pour la justice meurt pour Dieu », et Alphège est, avec Augustin de Cantorbéry, le seul archevêque anglo-saxon à conserver sa place dans le calendrier des saints de Cantorbéry,. Le tombeau d'Alphège, quelque peu négligé, est reconstruit et agrandi au début du XIIe siècle par Anselme, qui a succédé à Lanfranc comme archevêque. Les annales de Cantorbéry rapportent que le cadavre du martyr ne présente aucun signe de décomposition au moment de son exhumation en 1105.

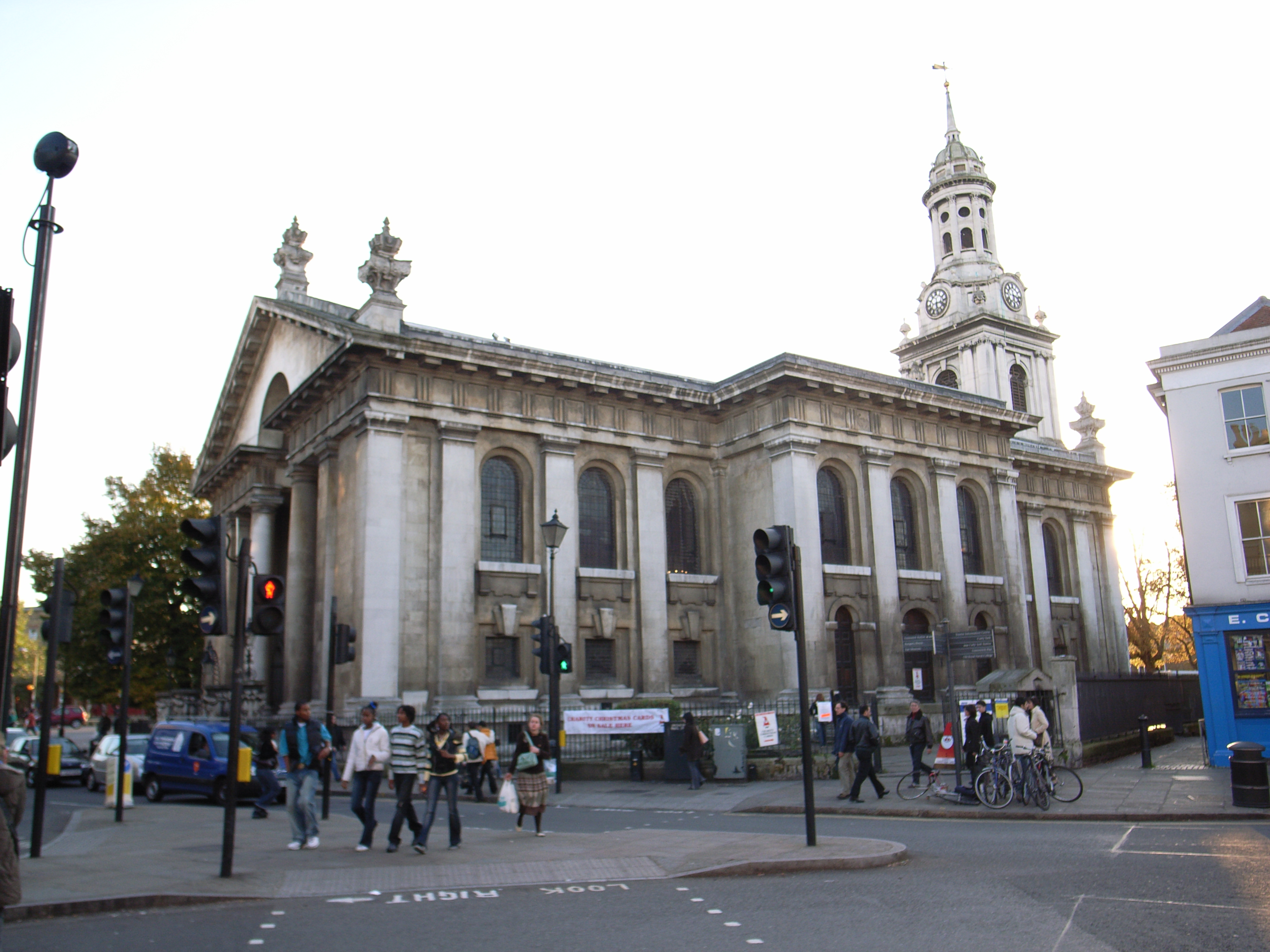
L'église Saint-Alfège de Greenwich.

Après l'incendie qui ravage la cathédrale de Cantorbéry en 1174, les restes d'Alphège sont placés, avec ceux de Dunstan, autour de l'autel principal, au pied duquel Thomas Becket aurait remis sa vie entre les mains d'Alphège peu avant son assassinat, le 29 décembre 1170. Ce nouveau tombeau est scellé avec du plomb ; les restes d'Alphège sont au nord de l'autel, tandis que ceux de Dunstan sont au sud. À la demande de Lanfranc, un moine de Cantorbéry, Osbern, rédige une Vita S. Alphegi et de translatione S. Alphegi dont subsiste une version en prose. Cette œuvre hagiographique, dont plusieurs passages sont des parallèles évidents de la Bible, ne constitue pas une source historique fiable. À la fin du Moyen Âge, la fête d'Alphège est célébrée en Scandinavie, peut-être en raison du lien entre ce saint et le roi Knut.
Plusieurs églises sont dédiées à saint Alphège en Angleterre, notamment l'église Saint-Alfège de Greenwich, édifiée au XIIe siècle et reconstruite au début du XVIIIe siècle par Nicholas Hawksmoor, ou l'église Saint-Alphège de Solihull, également édifiée au XIIe siècle, monument classé de Grade I. Toutes ces églises ont participé à la commémoration du millénaire du martyre d'Alphège, le 19 avril 2012.